# World Glory
Die World Glory war ein unter der Flagge Liberias betriebener Öltanker, der im Juni 1968 im Indischen Ozean zerbrach und sank.

## Geschichte
Das Schiff wurde unter der Baunummer 1639 auf der Werft der Bethlehem Shipbuilding Corporation in Quincy, Massachusetts, für die World Tankers Co. in Monrovia, Liberia, gebaut. Auftraggeber war der griechische Reeder Stavos S. Niarchos.
Die Fertigstellung des Schiffes erfolgte im August 1954. Das Schiff war der größte bis dahin in den Vereinigten Staaten gebaute Tanker und gleichzeitig der größte Tanker sowie eines der größten Schiffe der Welt und der erste Tanker mit mehr als 45.000 t dwt. Das Schiff kam unter der Flagge Liberias in Fahrt.

### Havarie und Untergang
| \| Ort der Havarie \| |
| Ort der Havarie       |

Im Juni 1968 befand sich das Schiff, das in Zeitcharter der Gulf Oil Corporation fuhr, mit 334.043 Barrels mit Kerosin und Benzin versetztem Rohöl auf der Reise von Mina al Ahmadi in Kuwait nach Huelva in Spanien. Am Morgen des 13. Juni 1968 geriet das Schiff vor der Ostküste Südafrikas in einen schweren Sturm. Es zerbrach dabei rund 65 Seemeilen ostnordöstlich von Durban hinter dem vorderen Deckshaus in zwei Teile. Die Hecksektion sank rund zwei Stunden nach dem Unglück. Die Bugsektion trieb mit dem Agulhasstrom rund 40 Seemeilen nach Südwesten, bevor sie sank. An Bord waren 34 Besatzungsmitglieder. 24 Seeleute kamen bei dem Unglück ums Leben, zehn wurden am nächsten Tag von vier Schiffen gerettet.
Bei dem Unglück trat Öl aus den Ladungstanks aus. Die leichteren Bestandteile der Ladung gerieten in Brand. Der Ölteppich breitete sich über 130 Meilen aus und näherte sich dabei teilweise der südafrikanischen Küste. Er bedrohte große Teile der Küste nördlich von Durban und zeitweise auch das Schutzgebiet „St. Lucia Game Reserve“ – heute Teil des iSimangaliso-Wetland-Parks – im Nordosten Südafrikas.
Der Ölteppich wurde zunächst aus der Luft mit Flugasche bekämpft, die das Öl aufsaugen und binden sollte. Am 16. Juni wurde mit der Bekämpfung des Ölteppichs mit Dispergatoren aus der Luft begonnen. Die Ölbekämpfung wurde ab dem 19. Juni von Schiffen unterstützt. Sie dauerte bis zum 2. Juli.

## Technische Daten und Ausstattung
Das Schiff wurde von einer Dampfturbine mit 15.000 PS Leistung angetrieben, die auf einen Propeller wirkte. Es erreichte damit eine Geschwindigkeit von 16 kn.
Die Decksaufbauten verteilten sich auf einen Bereich hinter dem ersten Drittel der Schiffslänge, hier befand sich u. a. die Brücke des Schiffes, sowie einen Bereich im hinteren Drittel des Schiffes, wobei sich hier auch der Maschinenraum im Rumpf des Schiffes befand. Die Ladungstanks befanden sich vor dem Brückenhaus und zwischen den Decksaufbauten. Im Bereich der Ladungstanks hinter dem Brückenhaus waren zwei Ladebäume für die Schlauchübernahme installiert.